# Olof Thunberg
Fritz-Olof Thunberg, född 21 maj 1925 i Västerås, död 24 februari 2020 i Nacka distrikt, Stockholms län, var en svensk skådespelare och regissör.
Thunberg studerade i mitten av 1940-talet vid Calle Flygares teaterskola, och åren 1950–1953 vid Dramatens elevskola. Därefter engagerades han vid Norrköping-Linköpings stadsteater, där han även arbetade som regissör. Åren 1953–1956 gjorde han radioprogrammet Mannen i svart, där han framförde olika slags spökhistorier och rysare.
Förutom sina film- och TV-framträdanden är han känd som den som har läst in berättelserna om Bamse på kassett, skivor och film. Han gjorde även den svenska rösten till tigern Shere Khan i filmen Djungelboken, en roll han upprepade omkring 35 år senare i Djungelboken 2.
Sommaren 2006 var han en av sommarvärdarna i Sveriges Radio P1.

## Biografi

### Uppväxt
Olof Thunberg växte upp i stadsdelen Ängsgärdet i Västerås tillsammans med sina föräldrar och två äldre bröder. Han var klass- och scoutkamrat med blivande skådespelarkollegan Lars Ekborg. Efter folkskolan gick Thunberg en kort tid på handelsskola innan han avbröt studierna och tog diverse småjobb istället. Bland annat arbetade han som svarvare, ritare, verkstadsman (på Asea), dekoratör, expedit, laboratoriebiträde och kontorist.

### Tidiga år inom teatern

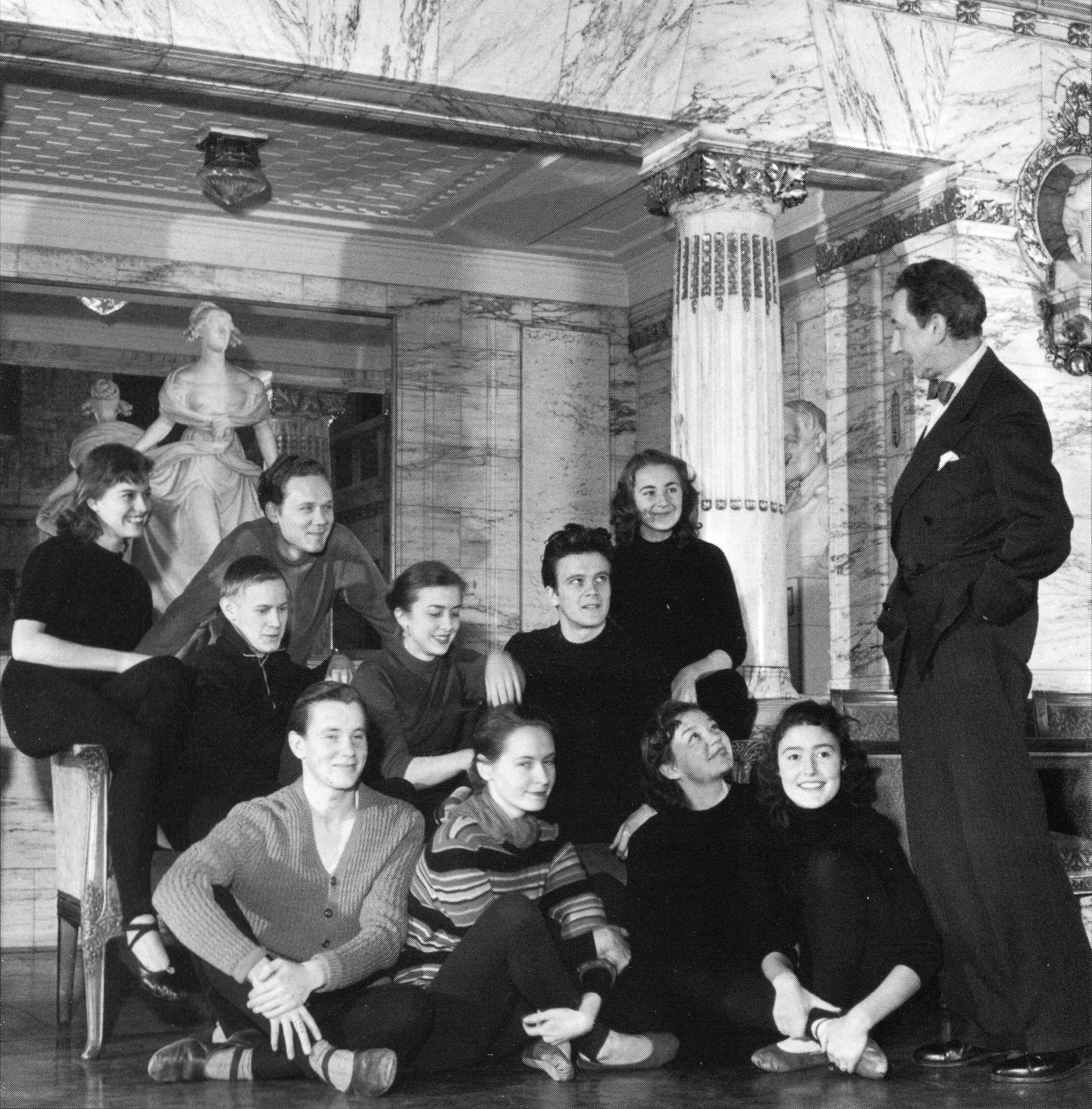
1950 kom Thunberg in på Dramatens elevskola. Här fotograferad med sin årskull, längst bak i bild.

Vid 15 års ålder grundade Thunberg, tillsammans med vännen Lars Ekborg, amatörteaterföreningen Scenklubben. Avsikten var egentligen inte att sätta upp pjäser och att dra in pengar, utan att skapa sig en slags teaterskola. De första åren ägnade sig föreningen åt korta övningsscener. Sommaren 1944 gjorde gruppen sitt första publika framträdande, varvid Olof Thunberg scendebuterade, 19 år gammal. Året efter scendebuten ställde Thunberg upp i Filmjournalens och Europafilms talangjakt Teaterluft, med final på Södra teatern, dock utan att vinna.
Efter ett första misslyckat intagningsprov till Dramatens elevskola studerade Thunberg i två år vid Calle Flygares teaterskola, samtidigt som han gjorde värnplikten på somrarna. I slutet av 1940-talet började han turnera i folkparkerna och sommaren 1950 turnerade han ihop med Casinogänget. Efter några uppdrag som betald regissör åt amatörteaterföreningar i Västerås sökte han in till Dramatens elevskola igen 1950, denna gång med sikte på regilinjen, och blev nu slutligen antagen.
Mot slutet av den treåriga elevtiden på Dramaten 1950–1953 regisserade han en kritikerrosad uppsättning av Carl Jonas Love Almqvists Ramido Marinesco med elevkamraten Jan Malmsjö i rollistan. Andraårseleven Emy Storm, som tidigare regisserats av bland andra Ingmar Bergman (på Intima teatern), gjorde här sin första ordentliga roll. Hon spelade Malmsjös mor och mindes senare: "Den uppsättningen fick mig på allvar att förstå vad teater kunde vara." Författaren Stig Dagerman skrev uppskattande i Arbetaren (dec. 1952):
| ” | Det blev en bejublad föreställning. Många av oss som såg den kunde svära på, att vi inte på länge på svensk teater upplevt något så tjusande och inspirerat. Vi bar med oss ut i advent den spröda tonen av en spinett, ackompanjerande en poesi till döds, tacksamheten över en handfull tändande skådespelarprestationer och sist men inte minst glädjen över mötet med en ny och häftigt begåvad regissör: Olof Thunberg. | „ |

### Tidig radiomedverkan
Thunberg arbetade i unga år för Radiotjänst i Västerås, eller som han uttryckte det i en intervju 2003: "Jag kom till stor del in i teateryrket genom mitt arbete för Radiotjänst i Västerås [...]". Enligt egen utsago har han genom åren medverkat i över tusen radioprogram. I början av radiokarriären medverkade han ofta i "underhållning och glada spektakel", bland annat som imitatör.
Åren 1953–1956 blev han känd för radioprogrammet Mannen i svart, där han med stor inlevelse – och ackompanjerad av allsköns kusliga ljudeffekter – framförde olika slags spökhistorier och rysare. Det var första gången den sortens ljudeffekter kom till användning i svensk radio.

### Efter genombrottet
Efter elevtiden tackade Thunberg nej till ett skådespelarkontrakt på Dramaten då han hellre ville arbeta parallellt som både skådespelare och regissör, något som Dramatens demonregissör Olof Molander motsatte sig. Thunberg valde istället en anställning vid Norrköping- Linköpings stadsteater i dessa två yrkesfunktioner åren 1954 till 1956. Från slutet av 1950-talet var han återkommande affischnamn på Stockholms privatteatrar, exempelvis Intiman, Scalateatern, Vasateatern, Oscarsteatern och Folkan, varvat med uppdrag på olika institutionsteatrar i och utanför Stockholm. Under framförallt 1980-talet turnerade han också med Riksteatern, bland annat i den egenskrivna enmansföreställningen Ur svenska hjärtans djup (1984).
Till Thunbergs mer kända film- och tv-roller hör organisten i Ingmar Bergmans Nattvardsgästerna (1963) och pappan i den för sin tid ovanligt påkostade tv-serien Villervalle i Söderhavet (1963).
Under 1960-talet knöts han allt närmare televisionen tack vare tv-producenten och regissören Åke Falck.
Från 1967 ingick Thunberg i TV:s fasta teaterensemble och inför kanalklyvningen 1969 fick han en trefaldig funktion på TV1 som regissör, skådespelare och programplanerare. Efter den perioden, från en bit in på 1970-talet och framåt, arbetade han enbart som frilans.

Gittan Wernström (Lenalisa), Olof Thunberg (pappan) och Roland Grönros (Villervalle) i tv-serien Villervalle i Söderhavet (1963).
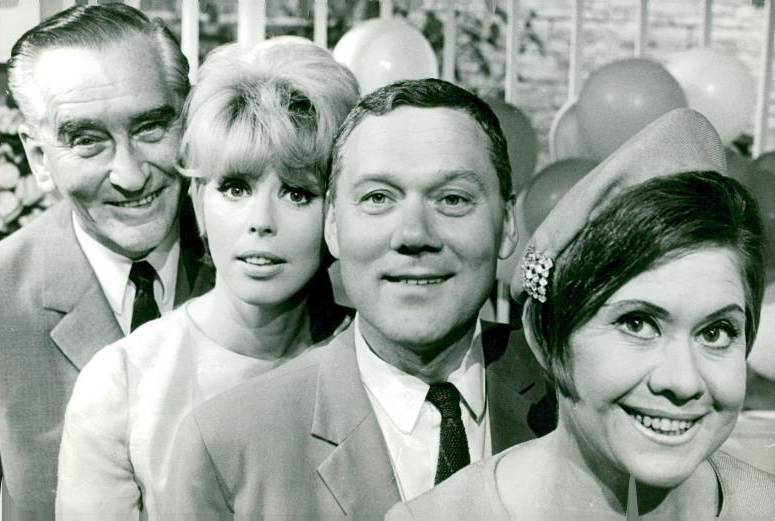
Lauritz Falk, Meg Westergren, Olof Thunberg och Inga Gill i Alltid på en onsdag (Lilla teatern, 1967–1968).
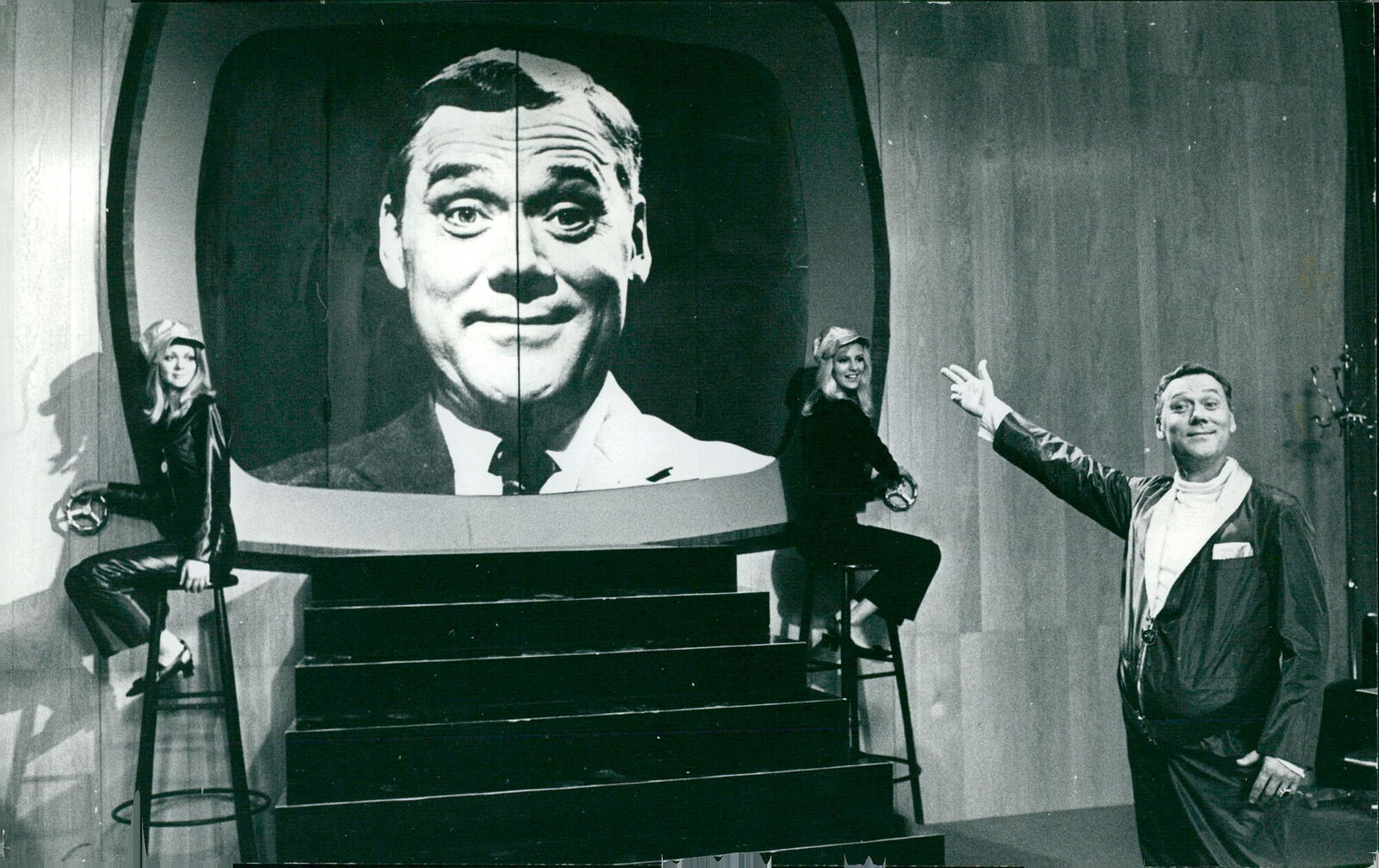
Thunberg – i dubbel upplaga – som programledaren i tv-filmen Biprodukten (1969).

### Dubbning och liknande

#### Dubbning av animerad film
Olof Thunberg var under större delen av sin karriär emellanåt sysselsatt med dubbning av animerad film, främst som röstskådespelare men även som regissör. Han regisserade bland annat den svenska originaldubbningen av Lady och Lufsen, som spelades in sommaren 1955 med elevkamraten Jan Malmsjö i den manliga huvudrollen. Under en av inspelningsdagarna var Thunberg personligen i telefonkontakt med Walt Disney, som följde arbetet på distans via dagliga leveranser av inspelat material. Efter genomlyssning av materialet ringde Walt Disney vanligtvis till en representant som brukade närvara i studion, för att avge sitt personliga godkännande. "För det mesta tyckte han att det var bra, ibland riktigt bra", mindes Thunberg drygt femtio år senare.
Thunberg gjorde även den svenska rösten till tigern Shere Khan i filmen Djungelboken (sv. premiär 1968), vilken han själv framhållit som sin främsta insats i Disneysammanhang. Han upprepade rollen 35 år senare i Djungelboken 2 (2003).
Hans röst har även förekommit i filmer som Benjamin och jag (1957), Bernard och Bianca (1978), Snövit och de sju dvärgarna (nydubbning 1982), Taran och den magiska kitteln (1985) och Monsters Inc. (2001).

#### Originalsvenska produktioner
Thunberg gav röst åt filmfiguren Agaton Sax (1972–1976), som dels förekom i en rad tv-filmer och dels utgjorde huvudrollen i Sveriges första helt animerade långfilm 1976.
Han är också starkt förknippad med Rune Andréassons tio färgfilmer om Bamse (1972–1991) och diverse Bamse-sagor utgivna på skivor och kassetter (1973–). Thunbergs sista medverkan i filmsammanhang var som berättarröst i en reklamfilm för nya Bamses värld på Kolmårdens djurpark 2015.

## Familj och släkt
Olof Thunberg var son till lagerarbetaren Fritz Thunberg (1889–1988) och Elsa Thunberg (1898–1991), född Mattsson. Under ungdomsåren skrev brodern Charlie Thunberg (1922–2013) revyer som Olof Thunberg och vännen Lars Ekborg medverkade i.
I oktober 1950, samma höst som han kommit in på Dramatens elevskola, gifte sig Olof Thunberg med Ingrid Johansson (1925–2006) som han tidigare varit skolkamrat med i Västerås. De skilde sig 1954.
Pingsten 1959 förlovade han sig med skådespelaren Lena Granhagen, som han träffat föregående år genom en teateruppsättning på Intiman där hon medverkade som skådespelare och han som regissör. De levde ihop till in på 1960-talet och spelade varandras makar bland annat i tv-serien Villervalle i Söderhavet (1963).
Olof Thunberg var senare gift med skådespelaren Mona Andersson, som han lärde känna i samband med en radioteaterpjäs. Med henne fick han två barn – Amanda (f. 1965) och Svante (f. 1969) – som båda verkat inom teatern, den senare främst som skådespelare. Hela familjen framträdde i En midsommarnattsdröm under en turné med Riksteatern sommaren 1983. Dottern har därutöver samarbetat med Olof Thunberg som sufflör och regiassistent.
Olof Thunberg var svärfar till operasångerskan Malena Ernman. 2010 gjorde de en gemensam julturné med Thunberg i rollen som julvärd.
Han var farfar till klimataktivisten Greta Thunberg och morfars bror till skådespelaren Oskar Thunberg.

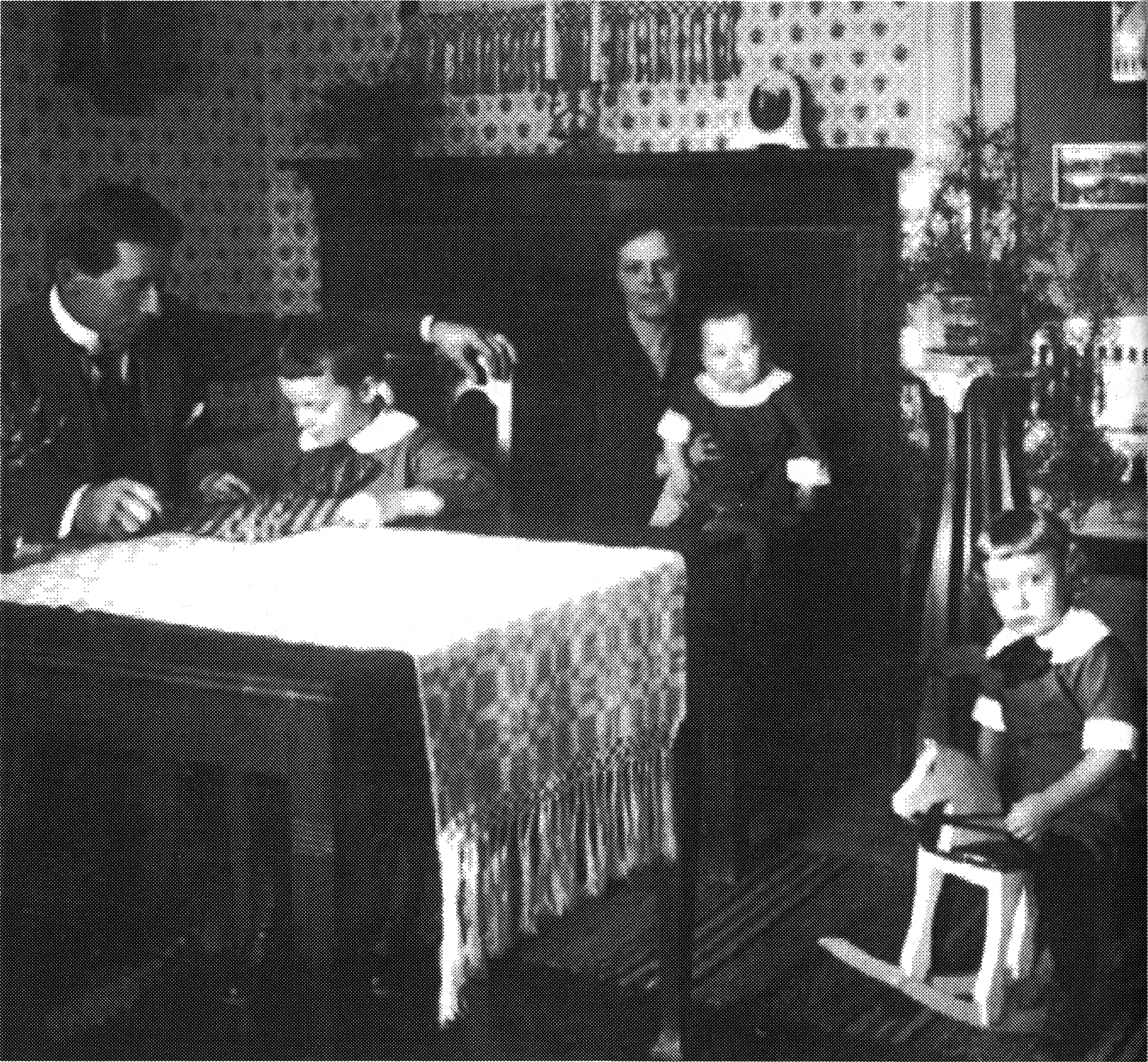
Familjen Thunberg 1926, med minstingen Olof i mor Elsas famn.
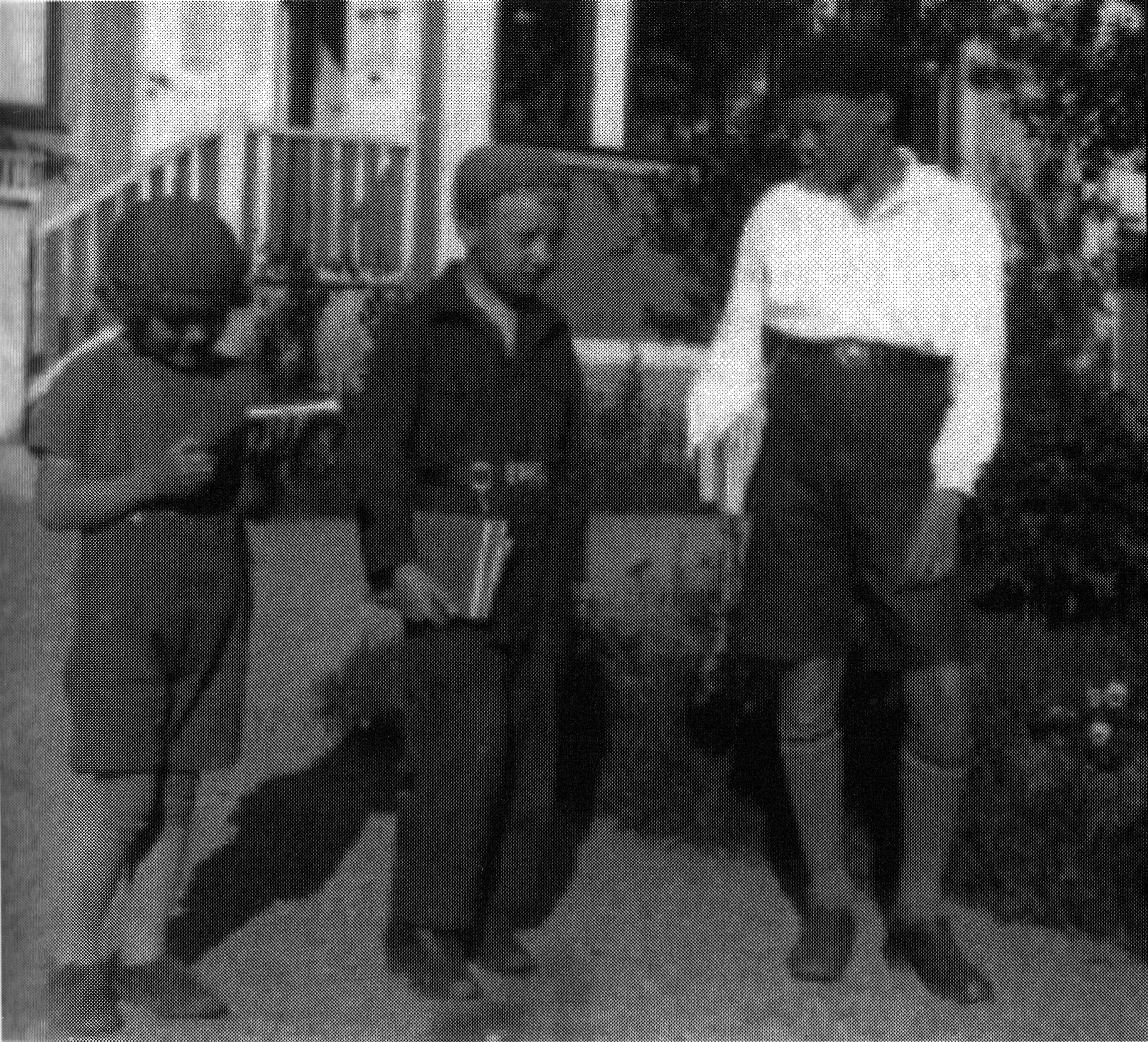
Bröderna Olof, Charlie och Nils på väg till skolan (1930-tal).
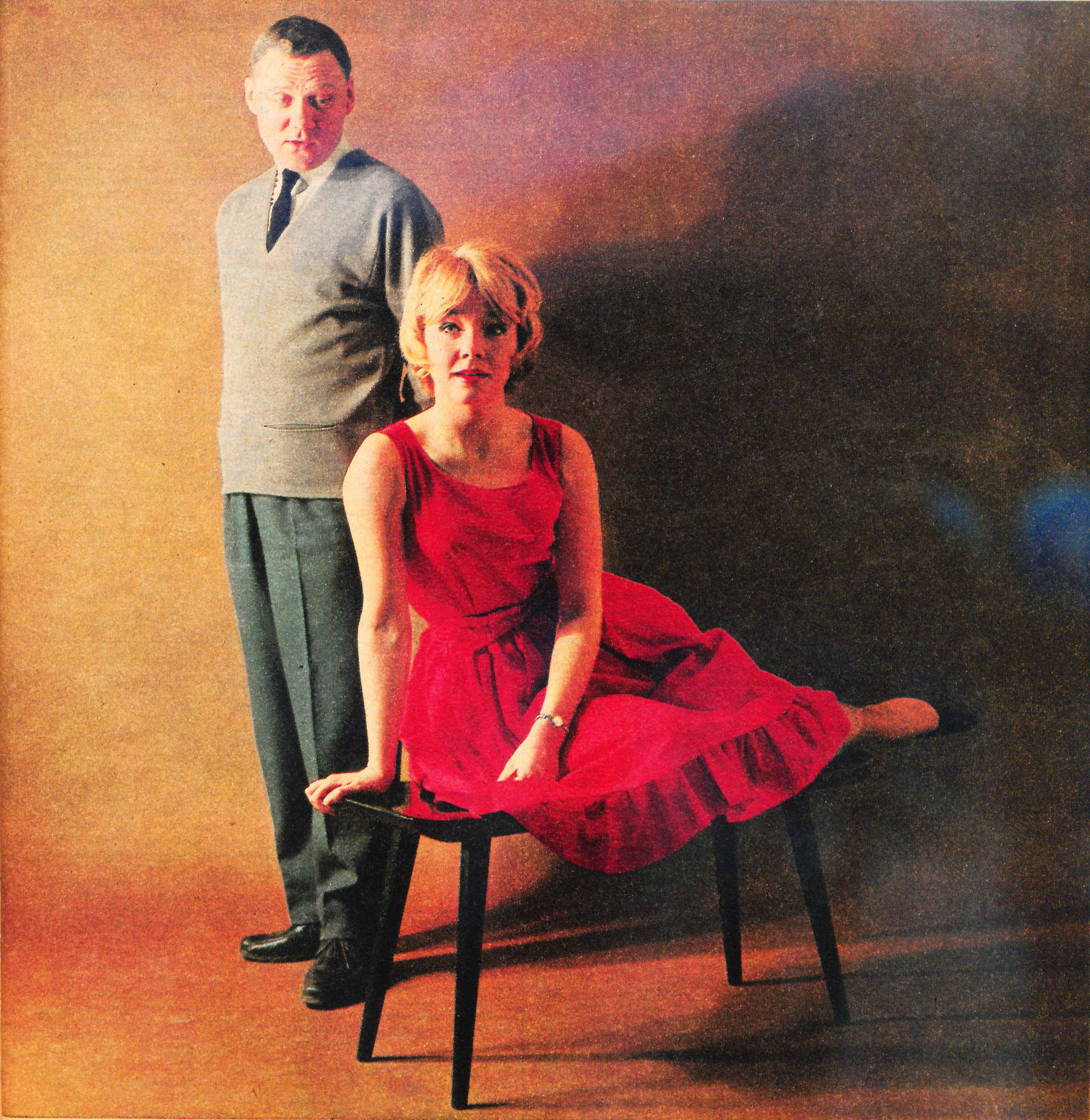
Thunberg med fästmön Lena Granhagen, 1961.
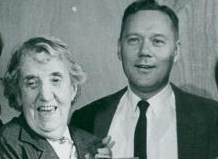
Skådespelaren Julia Cæsar var en god vän till familjen Thunberg[47], dessutom gudmor till Thunbergs dotter Amanda (f. 1965).

## Boende
I över femtio år bodde Thunberg i ett 1930-talshus med sjötomt mot Insjön på Värmdö. Han bodde tidigare i stockholmsstadsdelen Södermalm och var i slutet av sitt liv bosatt i Nacka.

## Filmografi och TV/radio
Huvudartikel: Olof Thunbergs medverkan i filmer, TV och radio

### Långfilmer

#### Roller
- 1947 – Två kvinnor
- 1953 – Barabbas
- 1953 – I dur och skur
- 1953 – Vingslag i natten
- 1953 – Resan till dej
- 1954 – Skrattbomben
- 1955 – Vildfåglar
- 1955 – Finnskogens folk
- 1955 – Lady och Lufsen (röst)
- 1956 – Djuren gör revolt (röst)
- 1956 – Egen ingång (röst)
- 1956 – 7 vackra flickor
- 1957 – Vägen genom Skå
- 1957 – En drömmares vandring
- 1957 – Med glorian på sned
- 1957 – Vildmarkssommar (röst)
- 1957 – Prästen i Uddarbo
- 1958 – Fridolf sticker opp!
- 1958 – Perri: en vildmarksfantasi (röst)
- 1959 – Lejon på stan
- 1959 – Fröken Chic
- 1959 – Fly mej en greve
- 1959 – Det fantastiska äventyret (röst)
- 1959 – Lejon på stan
- 1960 – Sommar och syndare
- 1960 – Tärningen är kastad
- 1961 – När seklet var ungt (röst)
- 1961 – Pärlemor
- 1961 – Pongo och de 101 dalmatinerna (röst)
- 1963 – Det är hos mig han har varit
- 1963 – Nattvardsgästerna
- 1963 – Adam och Eva
- 1963 – Prins Hatt under jorden
- 1964 – Äktenskapsbrottaren
- 1966 – Oj oj oj eller Sången om den eldröda hummern (röst)
- 1968 – Villervalle i Söderhavet
- 1968 – Djungelboken (röst)
- 1975 – Smurfarna och den förtrollade flöjten (röst)
- 1975 – Flåklypa Grand Prix (röst)
- 1976 – Agaton Sax och Byköpings gästabud (röst)
- 1977 – Bernard och Bianca (röst)
- 1980 – Sverige åt svenskarna
- 1981 – Sopor (röst)
- 1981 – Micke och Molle (röst)
- 1982 – Snövit och de sju dvärgarna (röst, nydubbning)
- 1985 – Taran och den magiska kitteln (röst)
- 1986 – Amorosa
- 1989 – Lady och Lufsen (röst, nydubbning)
- 1988 – Landet för längesedan (röst)
- 1990 – Den oändliga historien II: ett nytt kapitel (röst)
- 1993 – Fern Gully - Den sista regnskogen (röst)
- 1996 – Monopol
- 1996 – Lilla Jönssonligan och cornflakeskuppen
- 1997 – Lilla Jönssonligan på styva linan
- 2001 – Monsters, Inc. (röst)
- 2001 – Lady och Lufsen II: Ludde på äventyr (röst)
- 2003 – Djungelboken 2 (röst)
- TBA – Stall-Erik och snapphanarna (roll inspelad 2010)

#### Röstregi
- 1955 – Lady och Lufsen

### Kortfilmer

#### Roller
- 1948 – De kämpade sig till frihet
- 1948 – Detta är LO (röst)
- 1954 – 15 sängar (röst)
- 1956 – Försvar för slingervägar (röst)
- 1957 – Benjamin och jag (röst)
- 1958 – Med Valle till fjälls (röst)
- 1958 – En skogssaga om sävdykarens liv (röst)
- 1959 – Lever lortsverige? (röst)
- 1959 – Brevet
- 1961 – Värden i din vård: socialreportage (röst)
- 1961 – Bakomfilm Nattvardsgästerna
- 1963 – ... som i en väv (röst)
- 1965 – Pengar finns dom?
- 1965 – Sängen: en respektlös historik (röst)
- 1976 – Oscarsteatern 70 år
- 1976 – Ögat och tummen (röst)
- 1983 – Sport-Billy och fotbollsmysteriet
- o.å. – Tintin
- 1989 – Motor Mania (röst)
- 2002 ca – På luffen i Boo
- 2010 – Abuni reklamfilm (röst)
- 2010 – ASEA i Västerås (röst)
- 2015 – Nya Bamses Värld (röst)

#### Röstregi
- 1957 – Benjamin och jag

### Television

#### Roller
- 1958 – Greta och Albert (TV-serie)
- 1958 – Titta i november (TV-teater)
- 1961 – Drottningar av Frankrike (TV-teater)
- 1961 – Lördag med Lill-Babs
- 1963 – Villervalle i Söderhavet (TV-serie)
- 1965 – En historia till fredag (TV-serie)
- 1965 – Herr Dardanell och hans upptåg på landet (TV-teater)
- 1965 – Niklasons (TV-serie)
- 1966 – Mästerdetektiven Blomkvist på nya äventyr (TV-teater)
- 1967 – Proviekationer (TV-teater)
- 1968 – Hönssoppa med korngryn (TV-teater)
- 1968 – Lärda fruntimmer (TV-teater)
- 1968 – Pygmalion (TV-teater)
- 1968 – Så går det till här i världen
- 1968 – Private Entrance
- 1968 – Markurells i Wadköping (TV-serie)
- 1969 – Biprodukten
- 1969 – Håll polisen utanför (TV-serie)
- 1969 – Vårdaren
- 1969 – Lyckans dar
- 1969 – Tomtar på loftet (TV-serie)
- 1970 – Nu kommer 70-talet: Röda rummet 1979
- 1970 – Röda rummet (TV-serie)
- 1970 – I regnbågslandet (TV-serie) (julkalender)
- 1970 – Ett dockhem
- 1971 – Fredag med familjen Kruse
- 1972 – Om dessa buskar kunde tala …
- 1972 – Agaton Sax och bröderna Max (TV-serie) (röst)
- 1972–1974 – Bröderna Malm (TV-serie)
- 1972–1991 – Bamse - världens starkaste björn (TV-serie) (röst)
- 1973 – Ett köpmanshus i skärgården (TV-serie)
- 1973 – Makt på spel (TV-teater)
- 1975 – Familjen White (TV-serie) (röst)
- 1975 – Min hustru eller En natt i Falkenberg
- 1976 – Scapins rackartyg
- 1976 – På flykt undan mina landsmän
- 1976 – Agaton Sax (TV-serie) (röst)
- 1976 – Berättelser från landet (TV-serie) (röst)
- 1977 – Friaren som inte ville gifta sig
- 1977 – Semlons gröna dalar (TV-serie)
- 1977 – Bröderna (TV-serie)
- 1981 – Fortunios visa
- 1981 – Svenska Sesam (TV-serie)
- 1981 – Genombrottet
- 1981 – Syrsan vid Times Square (röst)
- 1982 – Nattvägen
- 1982 – Dubbelsvindlarna (TV-serie)
- 1983 – Här har ni hans liv! (TV-teater)
- 1985 – "Liten tuva..." (TV-serie)
- 1990 – Kära farmor (TV-serie)
- 1990 – Släng din peruk!
- 1991 – Storstad (TV-serie)
- 1991 – Sunes jul (TV-serie) (julkalender)
- 1992 – Blandaren – 127 år (TV-serie) (röst)
- 1993 – Allis med is (TV-serie)
- 1994–1995 – Tre Kronor (TV-serie)
- 1995 – Sjukan (TV-serie)
- 1995 – Jeppe på berget (TV-teater)
- 2000 – Soldater i månsken (TV-serie)
- 2001 – Återkomsten (TV-serie)
- 2003 – Solbacken: Avd. E (TV-serie)
- 2003 – Spung 2.0 (TV-serie) (röst)
- 2012 – Drömyrket (TV-serie) (röst)

#### Regi
- 1969 – Galgmannen
- 1970 – Vem var jag?
- 1971 – Söndagspromenaden
- 1972 – Om dessa buskar kunde tala …

### Radioteater

#### Roller
| År   | Roll                                 | Produktion                               | Manus                                              | Regi                  |
| ---- | ------------------------------------ | ---------------------------------------- | -------------------------------------------------- | --------------------- |
| 1950 | Jepsen, bonde på Amager              | En söndag på Amager                      | Johanne Luise Heiberg                              | Calle Flygare         |
| 1951 | Farbror Einar                        | Mästerdetektiven Kalle Blomkvist (serie) | Astrid Lindgren                                    |                       |
| 1951 | Doktor Bamse                         |                                          |                                                    |                       |
| 1952 | Doktor Forenius                      | Ett brott                                | Sigfrid Siwertz                                    | Anders Henrikson      |
| 1952 | Gubben Magnusson, pensionär          | Konvaljens avsked                        | Björn-Erik Höijer                                  | Hans Dahlin           |
| 1952 | Albert, busschaufför                 | Änkeman Jarl                             | Vilhelm Moberg                                     | Lars Madsén           |
| 1953 | Glass försäljaren                    | Leokadia                                 | Jean Anouilh                                       | Hans Dahlin           |
| 1953 | En tjänare                           | Hekuba                                   | Rabbe Enckell                                      | Palle Brunius         |
| 1953 | Kirk, kårstudent                     | Du gamla klang- och jubeltid             | Operett av Franz von Suppé (text: Joseph Braun)    | Åke Falck             |
| 1953 | Grannas-Matts                        | Ett spel om en Wäg som till Himla bär    | Rune Lindström                                     | Lars Madsén           |
| 1953 | Kungen                               | Törnrosa                                 | Sångspel av Harry Iseborg efter Zacharias Topelius | Barbro Svinhufvud     |
| 1953 | Värden                               | Regeln och undantaget                    | Bertolt Brecht                                     | Hans Dahlin           |
| 1953 |                                      | Promenad med Carl Michael                |                                                    | Hans Dahlin           |
| 1953 | Golftränaren Sture Olsson            | Hillmans detektivbyrå: Vattengraven      | Folke Mellvig                                      | Lars Madsén           |
| 1954 | Enter, lektor                        | Fusket                                   | Lars Widding                                       | Keve Hjelm            |
| 1955 | Wozzeck, urmakare                    | Ostronet och pärlan                      |                                                    | Sven Lindberg         |
| 1955 | Kronström, bibliotekarie             | Vandring i ett hus                       | Erik Müller                                        | Hans Dahlin           |
| 1955 | Speakern                             | Födelsedagen                             | Alexej Forssell                                    | Åke Falck             |
| 1955 | Prästen                              | Lokomotivet                              | Mario Mattolini                                    | Olof Thunberg         |
| 1955 | Manley, gatuförsäljare               | Tre blinda möss                          | Howard Rodman                                      | Åke Falck             |
| 1956 | Knäcksell                            | Positivhataren                           | August Blanche                                     | Hans Dahlin           |
| 1956 | Giulio                               | En helt vanlig söndag                    | Vasco Pratolini/Gian Domenico                      | Hans Dahlin           |
| 1957 | Biskopen i Lima                      | Nattvardsvagnen                          | Prosper Mérimée                                    | Hans Dahlin           |
| 1957 | Skolmästarn                          | Frans på Stenbacken                      | Gunnar Falkås                                      | Olof Thunberg         |
| 1957 | Joakim                               | Sammansvärjningen (åtm. del 5)           | N.-O. Franzén                                      | Per Verner-Carlsson   |
| 1958 | Hobbs                                | Inspektör Scott: det stora bankrånet     |                                                    | Börje Mellvig         |
| 1959 | Ritchie                              | Fallet Spencer (serie i 8 delar)         | Francis Durbridge                                  |                       |
| 1959 | Olof                                 | Svenska rocken                           | Tage Danielsson                                    | Tage Danielsson       |
| 1959 | Adjunkt Sundberg                     | Minns ni det än? (serie)                 | Lennart Forsberg                                   | Lars Ekborg           |
| 1960 | Karl Ludvig                          | Kvartetten som sprängdes                 | Birger Sjöberg                                     | Åke Falck             |
| 1960 | de sju dvärgarna                     | Musiksagan: Snövit och de sju dvärgarna  |                                                    |                       |
| 1961 |                                      | Kommissarie Snok (serie)                 | Arild Feldborg                                     | Eddie Stenberg        |
| 1961 | Köttberg, slaktare                   | Ett misshumör går vidare                 | Soya                                               | Hans Dahlin           |
| 1961 | Jan Andersson, en dräng              | Hyrkuskens berättelser                   | August Blanche (radiodramatisering: Gunnar Wersén) | Per Verner-Carlsson   |
| 1962 | Eno, en gammal gubbe                 | Mio, min Mio                             | Astrid Lindgren                                    | Maj Samzelius         |
| 1963 | Ett borgarråd                        | Trivselmyra story                        | Lars Björkman                                      | Hans Lagerkvist       |
| 1964 | Benjamin                             | Precis vad man trodde …                  | Claude Marais och Carlos d’Aguila                  |                       |
| 1965 |                                      | I plommonstop och paraply (serie)        | J. Mortimer/B. Cooke/E. Tayler                     | Per Verner-Carlsson   |
| 1965 |                                      | Dickie Dick Dickens (serie)              | Rolf och Alexandra Becker                          | Åke Blomström         |
| 1965 | Tréville                             | De tre musketörerna (serie)              | Dumas                                              | Johan Bergenstråhle   |
| 1966 | Skräcken                             | Badarna                                  | Lars Adelius                                       | Göran Graffman        |
| 1966 | Mouscueton                           | Den siste musketören (serie)             | J. Dumas                                           | Per Verner-Carlsson   |
| 1966 | Farbror Agapetus                     | Den 35 maj                               | Erich Kästner                                      | A.R. Pettersson       |
| 1966 |                                      | Alexander och Kleopatra                  | L. Jochimsen                                       | Göran Graffman        |
| 1966 | Otto FN-kapten                       | Ingenmans land                           | T. Zetterholm                                      | H. Dahlin             |
| 1966 | Sir Harry                            | Målet avsågat                            | A. Gosling                                         | Göran Graffman        |
| 1967 | Jim, en matros                       | Resan                                    | G.Schehadé                                         | A. Forsberg           |
| 1967 | Förvaltaren                          | Stella                                   | Johann Wolfgang von Goethe                         | Ulf Palme             |
| 1967 |                                      | Hoppikoptern (serie)                     | B. Lindroth                                        |                       |
| 1968 | Sten Swartz, direktör                | In i Norden                              | L Ardelius                                         | Börje Mellvig         |
| 1968 |                                      | Mr Nån – världens största skurk (serie)  | Björn Lindroth                                     |                       |
| 1969 |                                      | Datamaskinen och företaget               | Björn Runeborg                                     |                       |
| 1969 | Olle, en gammal vän till Ivan        | Resan till Falkenberg (serie)            | Evan Storm                                         | Staffan Olzon         |
| 1970 | Hennes chef                          | Självrespekt                             | Bertil Schütt                                      | Börje Mellvig         |
| 1970 |                                      | Ture Sventon i Stockholm (serie)         | Åke Holmberg                                       | Allan Rune Pettersson |
| 1970 |                                      | Onkel Tops stuga                         | Red Top                                            |                       |
| 1971 | Andre mannen                         | Detektivleken                            | M. Gyarfas                                         | Börje Mellvig         |
| 1971 |                                      | Semmelweis                               | Jens Björneboe                                     | A. Forsberg           |
| 1971 |                                      | Ture Sventon i Paris (serie)             | Åke Holmberg                                       | Allan Rune Pettersson |
| 1972 |                                      | Långdistanspianospelaren                 | Allan Sharp                                        | Arne Forsberg         |
| 1972 |                                      | Marknadsafton                            | Vilhelms Moberg                                    | Pi Lind               |
| 1972 | äldre man i Argos                    | Agamemnon                                | Aischylos                                          | Ragnar Lyth           |
| 1972 | Barnen i Höjden (julkalender) del 19 |                                          |                                                    |                       |
| 1973 |                                      | Väggen, Muren eller [...]                | Björn Runeborg                                     | Börje Mellvig         |
| 1973 | Sammansvärjningen (serie)            |                                          |                                                    |                       |
| 1973 |                                      | Ture Sventon i London (serie)            | Åke Holmberg                                       | Allan Rune Pettersson |
| 1974 |                                      | Ett dockhem i fickformat                 | Harald Molander fritt efter Henrik Ibsen           | Hans Dahlin           |
| 1974 |                                      | Ture Sventon i Venedig (serie)           | Åke Holmberg                                       | Allan Rune Pettersson |
| 1975 |                                      | Ingenting är glömt… (serie)              | Olle Högstrand                                     | Thomas Hellberg       |
| 1976 | Olsson                               | Tordyveln flyger i skymningen (serie)    | Maria Gripe/Kay Pollak                             | Kay Pollak            |
| 1977 |                                      | På väg mot en revolution                 | Anton Tjechov                                      | Gunnel Lindblom       |
| 1977 |                                      | Körsbärsträdgården                       | Anton Tjechov                                      | Gunnel Lindblom       |
| 1978 | Levander                             | Stipendiet                               | Björn Runeborg                                     | Arne Forsberg         |
| 1979 | Landshövdingen                       | Hundarnas timme                          | Björn Runeborg                                     |                       |
| 1979 |                                      | Jakobinerna                              | Herbert Grevenius                                  | Arne Forsberg         |
| 1981 |                                      | En sommarkväll på bryggan                |                                                    |                       |
| 1983 |                                      | Snobbar som Jolo mött                    |                                                    |                       |
| 1993 | Leadbetter                           | Häxtävlingen (serie)                     | Eva Ibbotson                                       | Hans Klinga           |
| 1995 | Herr Dussel                          | Anne Franks dagbok (serie)               | Frances Goodrich/Albert Hackett                    | Hans Klinga           |
| 2003 | Sam MacDougal                        | Faster Robbo (serie)                     | Ann Scott-Moncrieff                                | Hans Klinga           |

#### Regi
| År   | Produktion                            | Upphovsman                                     |
| ---- | ------------------------------------- | ---------------------------------------------- |
| 1955 | Korgstolen                            | David Ahlqvist                                 |
| 1955 | Lokomotivet                           | Mario Mattolini                                |
| 1955 | En löskekarl                          | Vilhelm Moberg                                 |
| 1955 | Den djupfrysta piraten                | Eilif Bremdal och Nils Reinhardt-Christensen   |
| 1956 | Den försvunna staden                  | Charles Parr                                   |
| 1956 | Bonden och gycklaren                  | Sigvard Mårtensson                             |
| 1956 | Kontor nr 4                           | Geo H. Blanc                                   |
| 1956 | Den glömda väntsalen                  | Milo Dor                                       |
| 1956 | Ulla Winblad gifter sig               | Karl Ragnar Gierow                             |
| 1956 | Herr Sleeman kommer                   | Hjalmar Bergman                                |
| 1956 | Avsked                                | Hjalmar Bergman                                |
| 1956 | Moder och barn                        | Stefan Andres efter H.C. Andersen              |
| 1956 | Sjukbesök                             | Gösta Sjöberg                                  |
| 1956 | En otrolig historia                   | Claude Aveline                                 |
| 1957 | Axel och Elsa                         | Staffan Tjerneld                               |
| 1957 | Ingens samvete tvinga låta            | Tore Zetterholm                                |
| 1957 | Baldevins bröllop                     | Vilhelm Krag                                   |
| 1957 | Blå knapp borta                       | Tarjei Vesaas                                  |
| 1957 | Anna Christie                         | Eugene O’Neill                                 |
| 1957 | Sanningen om Bébé Donge               | Georges Simenon                                |
| 1957 | Lodolezzi sjunger                     | Hjalmar Bergman                                |
| 1957 | Mickelsnatten                         | Gösta Sjöberg                                  |
| 1957 | I tjocka på Atlanten                  | Eugene O’Neill                                 |
| 1957 | Kejsar Jones                          | Eugene O’Neill                                 |
| 1957 | Frans på Stenbacken                   | Gunnar Falkås                                  |
| 1958 | Skärvor från AB Drömfabriken          | Lars Widding                                   |
| 1959 | Invandrarna (serie)                   | Vilhelm Moberg (radioarr.: Sigvard Mårtensson) |
| 1960 | Frid och Fröjd (serie)                | Rune Moberg                                    |
| 1960 | Skuggan av en blekgul häst            | Bruce Stewart                                  |
| 1961 | Modehandlerskan                       |                                                |
| 1963 | Buss på kontinenten                   | Ove Magnusson                                  |
| 1965 | Lilla scenen: ”Låna mig en tia”       | Michael Dines                                  |
| 1965 | Lilla scenen: ”Historien om Karlsson” | Molly Johnsson                                 |
| 1975 | Från konglig majt:s spectacler        |                                                |

## Teater
Huvudartikel: Olof Thunbergs teaterproduktioner

### Roller
| År      | Roll                                                                                   | Produktion | Upphovsman                                | Regi                    | Plats (eller organisation)                       |
| ------- | -------------------------------------------------------------------------------------- | --- | ----------------------------------------- | ----------------------- | ------------------------------------------------ |
| 1944    | tenngjutaregesäll P.A.T. Pettersson                                                    | Tenngjutaregården                                                                                              | Ernst Berg                                |                         | Vallby friluftsmuseum i Västerås                 |
| 1945    | affärsman                                                                              | Till främmande hamn                                                                                            | Sutton Vane                               |                         | Västerås                                         |
| 1945    | Herr Sture Jonsson Tre Dosor                                                           | Sture Jonsson Tre Dosor                                                                                        | Bo Setterlind                             | Olof Thunberg           | Folkets park i Västerås                          |
| 1947    |                                                                                        | Arsenik och gamla spetsar                                                                                      | Joseph Kesselring                         |                         | Folkparksturné                                   |
| 1948    | Herodes                                                                                | Att följa en stjärna                                                                                           | Olov Hartman                              | Olof Thunberg           | Flickskolans vid Västerbroplan aula, i Stockholm |
| 1948    | Claudius                                                                               | Hamlet | William Shakespeare                       | Olof Thunberg           | Konstakademien i Stockholm                       |
| 1949    | Stanislaus (bl.a.)                                                                     | Fågelhandlaren                                                                                                 | Carl Zeller                               | Olof Thunberg           | Västerås teater; Oscarsteatern i Stockholm       |
| 1950    |                                                                                        | Sista skriket                                                                                                  | Gösta Bernhard och Stig Bergendorff       |                         | Folkparksturné                                   |
| 1951    | Ayrton, löjtnant                                                                       | Kapten Grant och hans barn                                                                                     | Jules Verne                               | Carl-Henrik Fant        | Dramaten i Stockholm                             |
| 1951    | Haley                                                                                  | Onkel Toms stuga                                                                                               | Harriet Beecher Stowe                     | Carl-Henrik Fant        | Dramaten i Stockholm                             |
| 1951    | Blixt Ferndal, klockare Lasse Warg Fox Anders Hans                                     | Amorina | Carl Jonas Love Almqvist                  | Alf Sjöberg             | Dramaten i Stockholm                             |
| 1951    | Arv                                                                                    | Maskerad | Ludvig Holberg                            | Gunnar Skoglund         | Billingsfors friluftsteater                      |
| 1951    |                                                                                        | Typernas kabaret                                                                                               |                                           |                         | Tyrolen i Stockholm                              |
| 1951    | Tuck                                                                                   | Robin Hood | Owen Davis                                | Arne Ragneborn          | Dramaten i Stockholm                             |
| 1951    | Doktor Pfeffer                                                                         | Diamanten | Friedrich Hebbel                          | Rune Carlsten           | Dramaten i Stockholm                             |
| 1951    | Likdrängen En borgare                                                                  | Mäster Olof | August Strindberg                         | Alf Sjöberg             | Dramaten i Stockholm                             |
| 1951    | Svensson                                                                               | Kungens paket                                                                                                  | Staffan Tjerneld och Alf Henrikson        | Arne Ragneborn          | Dramaten i Stockholm                             |
| 1952    | Tebansk man                                                                            | Konung Oidipus                                                                                                 | Sofokles                                  | Olof Molander           | Dramaten i Stockholm                             |
| 1952    | Andre ligisten Kören: Mannen med den sjuka ryggen                                      | Simon trollkarlen                                                                                              | Tore Zetterholm                           | Arne Ragneborn          | Dramaten i Stockholm                             |
| 1952    | En spåman                                                                              | Antonius och Kleopatra                                                                                         | William Shakespeare                       | Olof Molander           | Dramaten i Stockholm                             |
| 1952    | Avdulin                                                                                | Revisorn | Nikolag Gogol                             | Rune Carlsten           | Dramaten i Stockholm                             |
| 1952    | en chaufför                                                                            | Pygmalion | George Bernard Shaw                       | Alf Sjöberg             | Dramaten i Stockholm                             |
| 1953    | Man 2 Kristen fånge 2                                                                  | Barabbas | Pär Lagerkvist                            | Olof Molander           | Dramaten i Stockholm                             |
| 1953    | Medverkande i Det franska entr'act                                                     | De båda döva                                                                                                   | Jules Moineaux                            | Rune Carlsten           | Dramaten i Stockholm                             |
| 1953    | Sampson Kaptenen vid vakten                                                            | Romeo och Julia                                                                                                | William Shakespeare                       | Alf Sjöberg             | Dramaten i Stockholm                             |
| 1953    | Frosch, fångvaktare                                                                    | Läderlappen |                                           | Göran Gentele           | Operan i Stockholm                               |
| 1953    | Tirsis                                                                                 | Herdespel | Olof von Dalin                            | Rune Carlsten           | Drottningholmsteatern                            |
| 1953    | Hr Knäcksell, kypare                                                                   | Positivhataren                                                                                                 | August Blanche                            | Gösta Terserus          | Parkteatern i Stockholm                          |
| 1953    | Gatusångaren                                                                           | Tolvskillingsoperan                                                                                            | Bertolt Brecht och Kurt Weill             | John Zacharias          | Norrköping-Linköping stadsteater                 |
| 1953    | Dr Relling                                                                             | Vildanden | Henrik Ibsen                              | Ingrid Luterkort        | Norrköping-Linköping stadsteater                 |
| 1954    | Lennart                                                                                | Litet bo | Herbert Grevenius                         | John Zacharias          | Norrköping-Linköping stadsteater                 |
| 1955    | Grumio                                                                                 | Så tuktas en argbigga                                                                                          | William Shakespeare                       | John Zacharias          | Norrköping-Linköping stadsteater                 |
| 1955    | Relling                                                                                | Vildanden | Henrik Ibsen                              | Alf Sjöberg             | Dramaten i Stockholm                             |
| 1956    | Professor David-Kouglow, psykoanalytiker                                               | Min man har komplex                                                                                            | Jean Bernard-Luc                          | Sture Lagerwall         | Intiman i Stockholm                              |
| 1957    | Gustav Vasa                                                                            | Gustav Vasa | August Strindberg                         | John Zacharias          | Norrköping-Linköping stadsteater                 |
| 1957    | Jeeves                                                                                 | Markisinnan | Noel Coward                               | Gösta Folke             | Intiman i Stockholm                              |
| 1957    | Dolittle                                                                               | Pygmalion | George Bernard Shaw                       | John Zacharias          | Norrköping-Linköping stadsteater                 |
| 1958    | Sancho Panza                                                                           | Don Quijote | Wulf Leisner                              | Lars-Erik Liedholm      | Norrköping-Linköping stadsteater                 |
| 1958    | Teddy Brewster                                                                         | Arsenik och gamla spetsar                                                                                      | Joseph Kesselring                         | Olof Thunberg           | Intiman i Stockholm                              |
| 1958    | Botten vävare                                                                          | En midsommarnattsdröm                                                                                          | William Shakespeare                       | Sandro Malmquist        | Skansens friluftsteater                          |
| 1959    | Emile Magis                                                                            | Ägget | Félicien Marceau                          | Åke Falck               | Intiman i Stockholm                              |
| 1959    | Botten Vävare                                                                          | En midsommarnattsdröm                                                                                          | William Shakespeare                       | Sandro Malmquist        | Skansens friluftsteater                          |
| 1959    | Bob Le Hotu                                                                            | Irma la Douce                                                                                                  | Alexandre Breffort & Marguerite Monnot    | Åke Falck               | Scalateatern i Stockholm                         |
| 1960    | Karl-Ludvig                                                                            | Kvartetten som sprängdes                                                                                       | Birger Sjöberg                            | Åke Falck               | Skansens friluftsteater                          |
| 1960    | Hugo                                                                                   | Luftslott i Sverige                                                                                            | Francoise Sagan                           | Josef Halfen            | Intiman i Malmö (Malmö stadsteater)              |
| 1960    |                                                                                        | Fällan | Robert Thomas                             | Åke Engfeldt            | Intiman i Malmö (Malmö stadsteater)              |
| 1960–61 | Enok                                                                                   | Midsommardröm i fattighuset                                                                                    | Pär Lagerkvist                            | Yngve Nordwall          | Intiman i Malmö (Malmö stadsteater)              |
| 1961    | Grumio                                                                                 | Så tuktas en argbigga                                                                                          | William Shakespeare                       | Per Gerhard             | Vasateatern i Stockholm                          |
| 1963    | Charles                                                                                | Se men inte höra                                                                                               | Peter Shaffer                             | Hasse Ekman Gösta Ekman | Intiman i Stockholm                              |
| 1964    |                                                                                        | Söderkåkar | Gideon Wahlberg                           | Helge Hagerman          | Parkteatern i Stockholm                          |
| 1964    | Ulrik Selander, major Sjömannen Barnafadern Prästen Brandsoldaten Nattvandraren Ängeln | Apoteket Sparven                                                                                               | Hasse Ekman                               | Hasse Ekman             | Intiman i Stockholm                              |
| 1965    |                                                                                        | O | Sandro Key-Åberg                          | Claes von Rettig        | Lilla teatern i Stockholm; Chat Noir i Oslo      |
| 1965–66 | Milt                                                                                   | Kääärlek | Murray Schisgal                           | Keve Hjelm              | Lilla teatern och Kretsteatern i Stockholm       |
| 1966    | Gregerson                                                                              | Nationalmonumentet                                                                                             | Tor Hedberg                               | Helge Hagerman          | Parkteatern i Stockholm                          |
| 1967–68 | Cass Henderson                                                                         | Alltid på en onsdag                                                                                            | Muriel Resnik                             | Kåre Santesson          | Lilla teatern i Stockholm                        |
| 1967    | Magni                                                                                  | Marknadsafton                                                                                                  | Vilhelm Moberg                            | Olof Thunberg           | Parkteatern i Stockholm                          |
| 1968    | Richard Pawling George Bob Herbert                                                     | Älskling, du vet att jag inte hör dig när vattnet rinner (You Know I Can't Hear You When The Water Is Running) | Robert Anderson                           | Per Gerhard             | Lilla teatern                                    |
| 1970    | samtliga resenärer                                                                     | Främlingar i Falun                                                                                             | Alf Henrikson                             |                         | Stadsteatern i Falun                             |
| 1971    |                                                                                        | Scensommar | Björn Barlach                             | Olof Thunberg           | Vallby friluftsteater i Västerås                 |
| 1971    | William Featherstone                                                                   | Hur andra älskar                                                                                               | Alan Ayckbourn                            | Per Gerhard             | Vasateatern i Stockholm                          |
| 1973    |                                                                                        | Hur andra älskar                                                                                               | Alan Ayckbourn                            |                         | Riksteatern (i samarbete med Vasan)              |
| 1974    | Njegus                                                                                 | Glada änkan | Franz Lehár, Victor Léon och Leo Stein    | Isa Quensel             | Oscarsteatern i Stockholm                        |
| 1975–76 | Jimmy Smith                                                                            | No, No, Nanette                                                                                                | Vincent Youmans m.fl.                     | Isa Quensel             | Oscarsteatern i Stockholm                        |
| 1976    | Sigismund                                                                              | Vita hästen | Hans Müller och Ralph Benatzky            | Jackie Söderman         | Oscarsteatern i Stockholm                        |
| 1977    | Alfred P. Doolittle                                                                    | My Fair Lady                                                                                                   | Frederick Loewe och Alan Jay Lerner       | Henny Mürer             | Oscarsteatern i Stockholm                        |
| 1977    | Gustav Vasa                                                                            | 1527, Gustav Wasas Riksdag i Westerås                                                                          | Arne I. Johansson                         | Göran Sarring           | Fiskartorget i Västerås                          |
| 1980    | Andreas Jarl                                                                           | Änkeman Jarl                                                                                                   | Vilhelm Moberg                            | Olof Thunberg           | Komediteatern på Gröna Lund i Stockholm          |
| 1980    | Robert Giraux                                                                          | Bäddat för tre (Monsieur Masure)                                                                               | Claude Magnier                            | Stig Olin               | Folkan                                           |
| 1981–83 | Dr Alfred Feldmann                                                                     | Duett för en                                                                                                   | Tom Kempinski                             | Hans Bergström          | Riksteatern; Stockholms stadsteater/Klarateatern |
| 1982    | Giesecke                                                                               | Vita hästen | Ralph Benatzky                            | Hans Bergström          | Riksteatern                                      |
| 1982    | Medverkande                                                                            | Mot allt förnuft                                                                                               | Eva Moberg och Gottfried Grafström        | Lennart Kollberg        | Riksteatern                                      |
| 1983    | Botten Vävare                                                                          | En midsommarnattsdröm                                                                                          | William Shakespeare                       | Hans Bergström          | Riksteatern                                      |
| 1984    | Löparnisse                                                                             | Värmlänningarna                                                                                                | F.A. Dahlgren                             | Per-Erik Örhn           | Riksteatern                                      |
| 1984–?  | Medverkande                                                                            | Ur svenska hjärtans djup                                                                                       | Olof Thunberg                             | Hans Bergström          | Riksteatern m.m.                                 |
| 1985–86 | Peachum                                                                                | Tiggarens opera                                                                                                | John Gay och William Pepusch              | Ann Margret Pettersson  | Confidencen i Solna                              |
| 1986    | Farfar                                                                                 | Skål! | Lars Amble m.fl.                          | Lars Amble              | Maximteatern i Stockholm                         |
| 1986–87 | Edouard Dindon                                                                         | La cage aux folles                                                                                             | Jerry Herman och Harvey Fierstein         | Mary Bettini            | Oscarsteatern i Stockholm                        |
| 1986–87 | Paradis-Oskar                                                                          | Rasmus på luffen                                                                                               | Astrid Lindgren                           | Staffan Götestam        | Maximteatern m.m.                                |
| 1987    |                                                                                        | Spel för en drottning                                                                                          |                                           | Olof Thunberg           | Confidencen i Solna                              |
| 1987    | (enmansteater)                                                                         | Bilder ur Sveriges historia                                                                                    |                                           |                         | Ekebyhovs slott                                  |
| 1988    | Stolpe                                                                                 | Siri Brahe | Gustav III                                | Olof Thunberg           | Confidencen i Solna                              |
| 1989    | Svejk                                                                                  | Soldaten Svejk                                                                                                 | H. Bergström & O. Thunberg efter J. Hasek | Hans Bergström          | Östgötateatern                                   |
| 1989    | Frank Foster                                                                           | Hur andra älskar                                                                                               | Alan Ayckbourn                            | Olof Thunberg           | Intiman i Stockholm                              |
| 1990    |                                                                                        | Det låg ett skimmer över Gustafs dagar                                                                         | Gunilla Roempke                           | Gunilla Roempke         | Confidencen i Solna                              |
| 1991    | Billy                                                                                  | Gröna hissen                                                                                                   | Avery Hopwood                             | Hans Bergström          | Vasan i Stockholm                                |
| 1991    |                                                                                        | Rum för två eller Min hustru                                                                                   | Fritt efter H.C. Andersens bearbetning    | Pi Lind                 | Komediteatern på Gröna Lund i Stockholm          |
| 1991    | M. Champrinet                                                                          | I nöd och lust                                                                                                 | Georges Feydeau                           | Ingvar Kjellson         | Dramaten i Stockholm                             |
| 1992–94 | Douglas, revisor                                                                       | Press! Ett obehagligt stycke                                                                                   | Ben Elton                                 | Lars Amble              | Vasateatern i Stockholm                          |
| 1994    | Herr Schultz                                                                           | Cabaret | John Kander, Fred Ebb och Joe Masteroff   | Lars-Erik Liedholm      | Intiman i Stockholm                              |
| 1997    | överläkare                                                                             | Augusti för två                                                                                                | Alexej Arbuzov                            | Jan de Laval            | Turné med start i Skövde                         |
| 1998–99 | Kör                                                                                    | Lek ej med kärleken                                                                                            | Alfred de Musset                          | Staffan Valdemar Holm   | Dramaten i Stockholm                             |
| 1999    | Spöket                                                                                 | Råttfångaren                                                                                                   | Rikard Berqvist                           | Agneta Ehrensvärd       | Dramaten i Stockholm                             |
| 2002    |                                                                                        | Carmen – en dröm                                                                                               |                                           |                         | Nybrokajen 11 i Stockholm                        |
| 2003–04 | General Mihail Brizzjalov Mannen Gentlemannen Potjatkin Fadern                         | Nysningen | Neil Simon efter Tjechovs noveller        | Johan Wahlström         | Stockholms stadsteater                           |
| 2004    | biskop Johannes Rudbeckius                                                             | Christina – drottning av Guds nåde                                                                             |                                           | Hans Klinga             | Tidö slott                                       |
| 2005–06 | William Bond                                                                           | Kvartetten | Ronald Harwood                            | Lena T. Hansson         | Stockholms stadsteater                           |

### Regi
| År   | Produktion                          | Upphovsmän                                        | Plats (eller organisation)                      |
| ---- | ----------------------------------- | ------------------------------------------------- | ----------------------------------------------- |
| 1945 | Sture Jonsson Tre Dosor             | Bo Setterlind                                     | Folkets park i Västerås                         |
| 1948 | Hamlet (förkortad version)          | William Shakespeare                               | Konstakademien i Stockholm                      |
| 1948 | Saknadens hus                       | Bo Sundberg                                       | Stockholms studentteater                        |
| 1949 | Fågelhandlaren                      |                                                   | Västerås teater; Oscarsteatern i Stockholm      |
| 1949 | Charleys tant                       | Brandon Thomas                                    | Hwasserska skolan i Västerås                    |
| 1949 | En skugga                           | Hjalmar Bergman                                   | Teaterföreningen i Mariehamn                    |
| 1950 | Bara kuta runt                      | Gösta Norén och Olof Thunberg                     | Västerås teater                                 |
| 1950 | Törnrosa                            | Gösta Norén och Olof Thunberg                     | Västerås teater; Oscarsteatern i Stockholm      |
| 1950 | Miljonärer för en dag               | Fredrik Nyman                                     | Hwasserska skolan i Västerås                    |
| 1951 | Flickan hon går i ringen            | Lena Ekholm                                       | Lyceum i Stockholm                              |
| 1951 | Elevteaterafton                     |                                                   |                                                 |
| 1952 | Ramido Marinesco                    | Carl Jonas Love Almqvist                          | Dramaten i Stockholm                            |
| 1953 | Kyrkan i Kungsträdgården            | Sten Kahnlund                                     | S:t Jacob i Stockholm                           |
| 1953 | Den ljuva timmen                    | Anna Bonacci                                      | Norrköping-Linköping stadsteater                |
| 1953 | Trasiga änglar                      | Albert Husson                                     | Norrköping-Linköping stadsteater                |
| 1954 | Ramido Marinesco                    | Carl Jonas Love Almqvist                          | Dramaten i Stockholm                            |
| 1954 | Sagan                               | Hjalmar Bergman                                   | Norrköping-Linköping stadsteater                |
| 1954 | Thehuset Augustimånen               | John Patrick                                      | Norrköping-Linköping stadsteater                |
| 1955 | Lilla Helgonet                      | Henri Meilhac, Albert Millaud och Florimond Hervé | Norrköping-Linköping stadsteater                |
| 1955 | En stackars lycklig man             | Georges Neveux                                    | Uppsala stadsteater                             |
| 1955 | Äktenskapsmäklerskan The Matchmaker | Thornton Wilder                                   | Norrköping-Linköping stadsteater                |
| 1956 | Åh, en så'n pappa!                  | Liam O’Brien                                      | Norrköping-Linköping stadsteater                |
| 1956 | Det kalla ljuset                    | Carl Zuckmayer                                    | Intiman i Stockholm                             |
| 1957 | Lysistrate                          | Aristofanes                                       | Norrköping-Linköping stadsteater                |
| 1958 | Arsenik och gamla spetsar           | Joseph Kesselring                                 | Intiman i Stockholm                             |
| 1958 | Levande ljus                        | Siegfried Geyer                                   | Intiman i Stockholm                             |
| 1959 | Orfeus Nilsson, revy                | Stig Bergendorff och Gösta Bernhard               | Blancheteatern i Stockholm                      |
| 1963 | Dans på bryggan                     | Gardar Sahlberg och Arne Eriksson med flera       | Hamburger Börs i Stockholm                      |
| 1963 | Åh, sån familj …                    | Gardar Sahlberg och Ove Magnusson                 | Hamburger Börs i Stockholm                      |
| 1967 | Marknadsafton                       | Vilhelm Moberg                                    | Parkteatern i Stockholm                         |
| 1971 | Scensommar                          | Björn Barlach                                     | Vallby friluftsteater i Västerås                |
| 1978 | Bäddat för tre Monsieur Masure      | Claude Magnier Översättning Eva Tisell            | Riksteatern                                     |
| 1980 | Änkeman Jarl                        | Vilhelm Moberg                                    | Komediteatern på Gröna Lund i Stockholm + turné |
| 1986 | Spel för en drottning               | Gunilla Roempke                                   | Confidencen i Solna                             |
| 1988 | Siri Brahe                          | Gustav III                                        | Confidencen i Solna                             |
| 1989 | Hur andra älskar                    | Alan Ayckbourn                                    | Intiman i Stockholm                             |
| 1992 | Vägen till Karlberg                 | Einar Lyth                                        | I ett cirkustält utanför Karlbergs slott        |
| 1996 | Himladjuren                         | Eva Moberg                                        | Jönköpings teater                               |
| 2000 | Leka med elden                      | August Strindberg Bearbetning: Olof Thunberg      | Kullehusteatern                                 |

### Manus och bearbetningar
| År   | Produktion               | Upphovsman                                                   | Regi           | Plats (eller organisation)                 |
| ---- | ------------------------ | ------------------------------------------------------------ | -------------- | ------------------------------------------ |
| 1950 | Bara kuta runt           | Gösta Norén och Olof Thunberg                                | Olof Thunberg  | Västerås teater                            |
| 1950 | Törnrosa                 | Gösta Norén och Olof Thunberg                                | Olof Thunberg  | Västerås teater; Oscarsteatern i Stockholm |
| 1984 | Ur svenska hjärtans djup | Olof Thunberg med klassiska svenska texter                   | Hans Bergström | Riksteatern m.m.                           |
| 1988 | Siri Brahe               | Gustav III (bearbetning: Olof Thunberg)                      | Olof Thunberg  | Confidencen i Solna                        |
| 1989 | Soldaten Svejk           | Olof Thunberg och Hans Bergström efter Jaroslav Haseks roman | Hans Bergström | Östgötateatern                             |
| 1998 | Bamses födelsedagskalas  | Olof Thunberg efter en berättelse av Rune Andréasson         | Pernilla Skifs | Folkparksturné                             |
| 2000 | Leka med elden           | August Strindberg (bearbetning: Olof Thunberg)               | Olof Thunberg  | Kullehusteatern                            |

### Förinspelad röst
| År        | Roll                 | Produktion                                    | Upphovsman                                               | Regi                            | Plats (eller organisation)   |
| --------- | -------------------- | --------------------------------------------- | -------------------------------------------------------- | ------------------------------- | ---------------------------- |
| 1958      |                      | Himlaspelet                                   | Rune Lindström                                           | Michael Meschke                 | Marionetteatern i Stockholm  |
| 1963      | lejonet              | Trollkarlen från Oz                           |                                                          | Luisa och Michael Meschke       | Marionetteatern i Stockholm  |
| 1966      |                      | Full i skratt i spindelhatt                   | Ria Paqualin                                             |                                 | Parklekens marionetteater    |
| 1969      | Nalle Puh            | Nalle Puh                                     |                                                          | Michael Meschke                 | Marionetteatern i Stockholm  |
| 1970      | Nalle Puh            | Mera Nalle Puh                                | Michael Meschke och Ing-Marie Tirén                      | Michael Meschke                 | Marionetteatern i Stockholm  |
| 1985–?    | Rösten               | Bamse – världens starkaste björn              | Håkan Jonson och Birgitta Sundberg efter Rune Andréasson | Birgitta Sundberg, Jan Tiselius | Fria Teatern i Högdalen      |
| 1998–2012 |                      | Bamse och mini-draken                         | Rune Andréasson                                          |                                 | Bamseteatern på Bamses värld |
| 1998      | Bamse                | Bamses födelsedagskalas                       | Olof Thunberg efter en berättelse av Rune Andréasson     | Pernilla Skifs                  | Folkparksturné               |
| 2018      | Mats Erson Lagmannen | Himlaspelet (baserad på 1958 års uppsättning) | Rune Lindström                                           | Michael Meschke                 | Föreningen Himlaspelet       |

## Diskografi
Se artikeln Olof Thunbergs diskografi

## Priser och utmärkelser
- 1951 – Stipendium ur Helge Ax:son Johnsons donationsfond[58]
- 1952 – folkparkernas stipendium[18]
- 1954 – Västerås kulturstipendium[59]
- 1994 – Guldmasken i kategorin "Bästa manliga biroll i musikal eller revy" (Cabaret)[60]

## Bilder

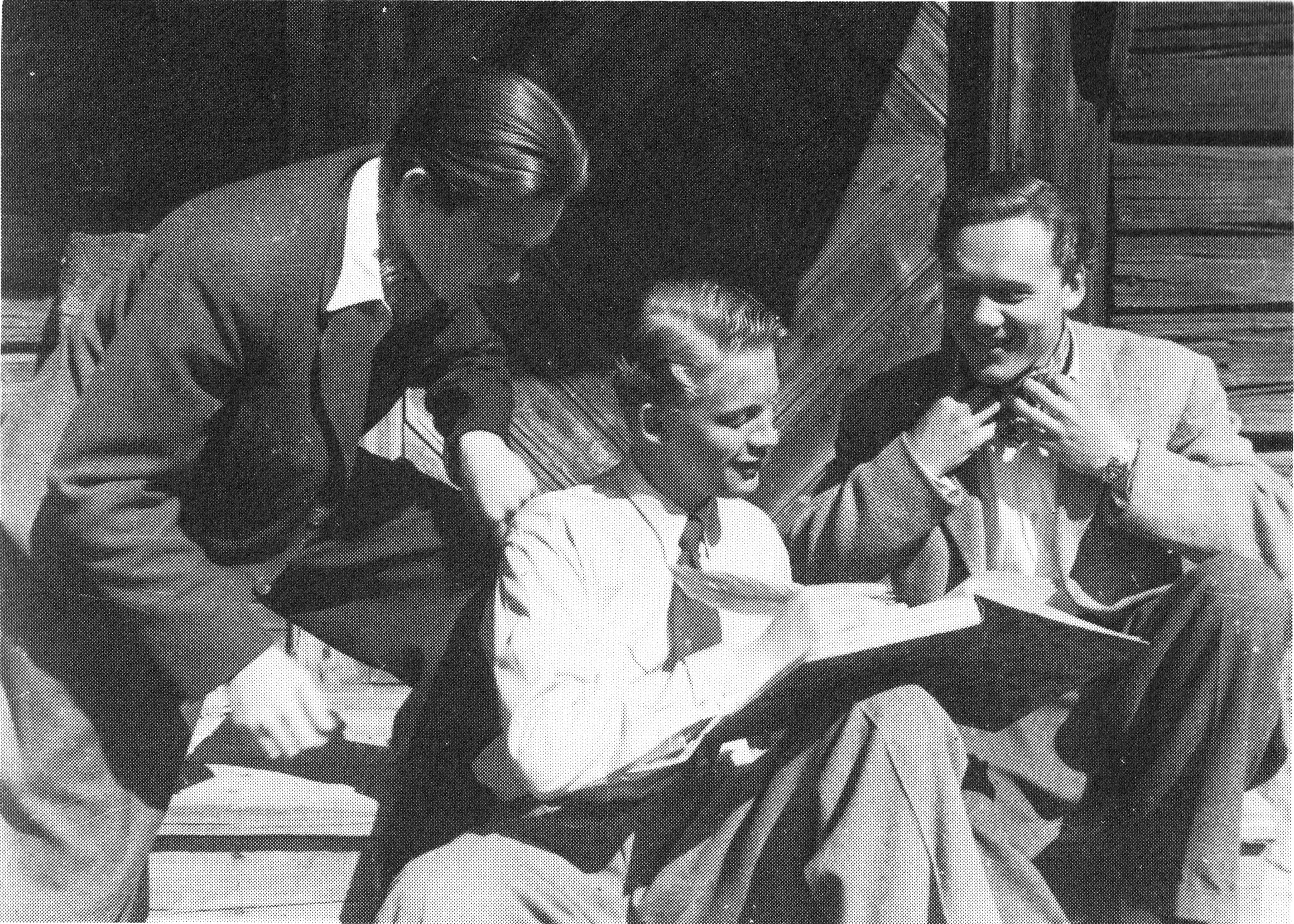
Vännerna Lars Ekborg, Bo Setterlind och Olof Thunberg. Tillsammans satte de upp Sture Jonsson Tre Dosor, i Thunbergs regi, sommaren 1945.
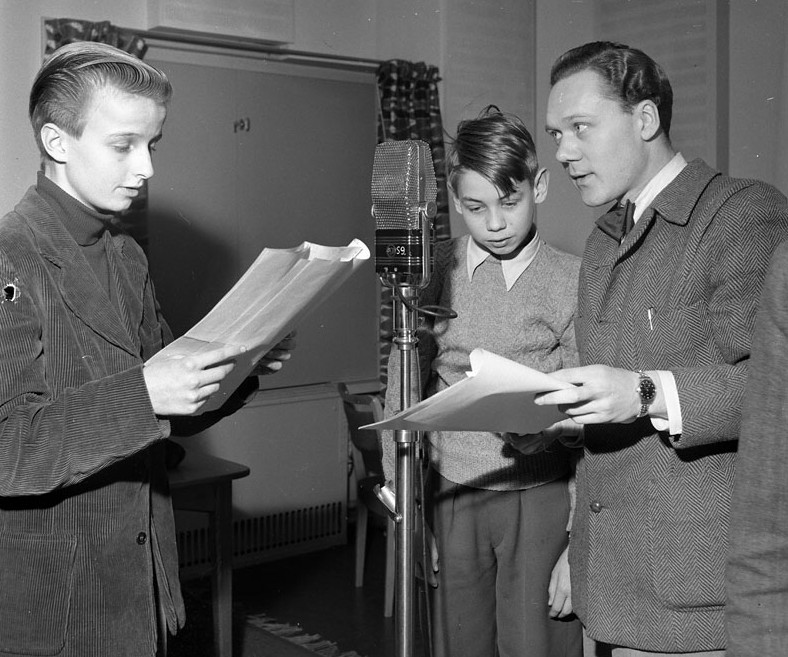
Radioinspelning av Mästerdetektiven Blomkvist, t.h. Olof Thunberg, hösten 1952.
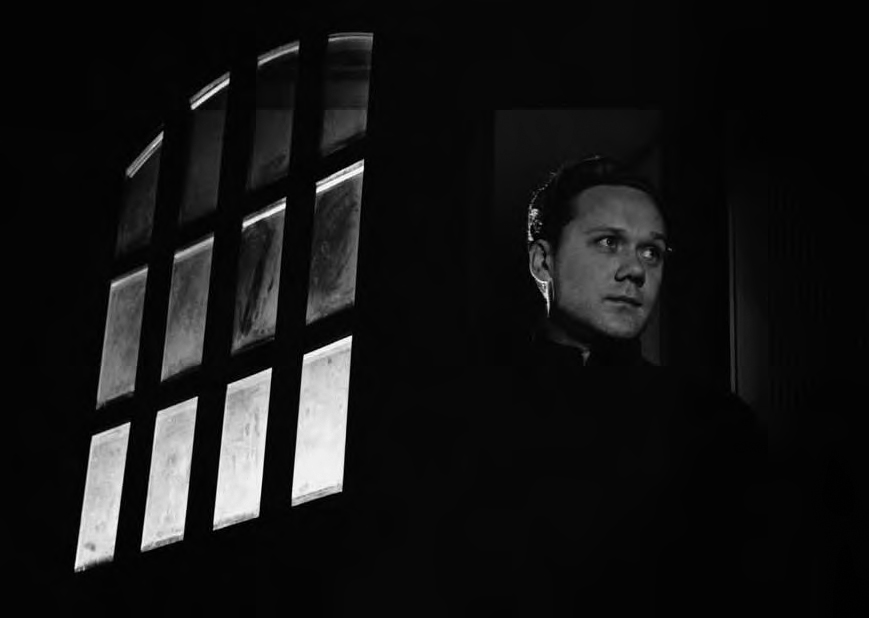
Olof Thunberg fick ett stort genomslag som uppläsare av skräcknoveller i radioserien Mannen i svart 1953–1956.
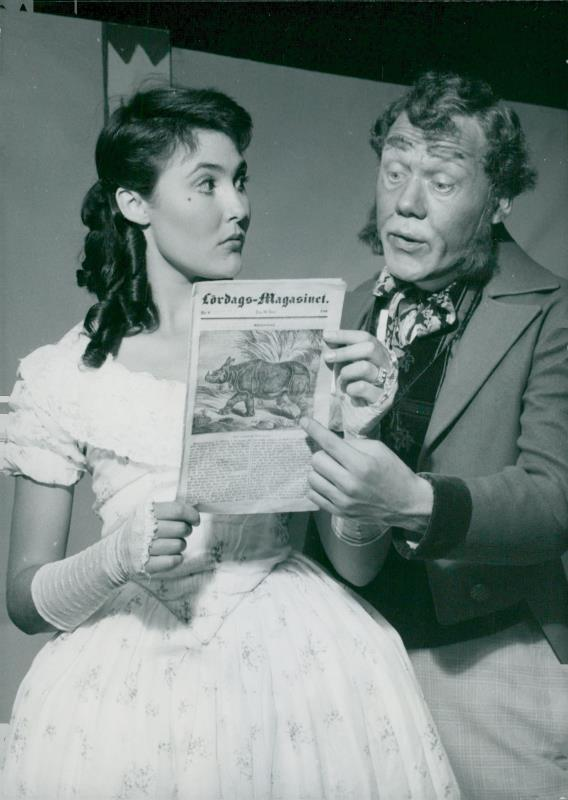
Med Öllegård Wellton i Positivhataren 1953 (Parkteatern, Stockholm).
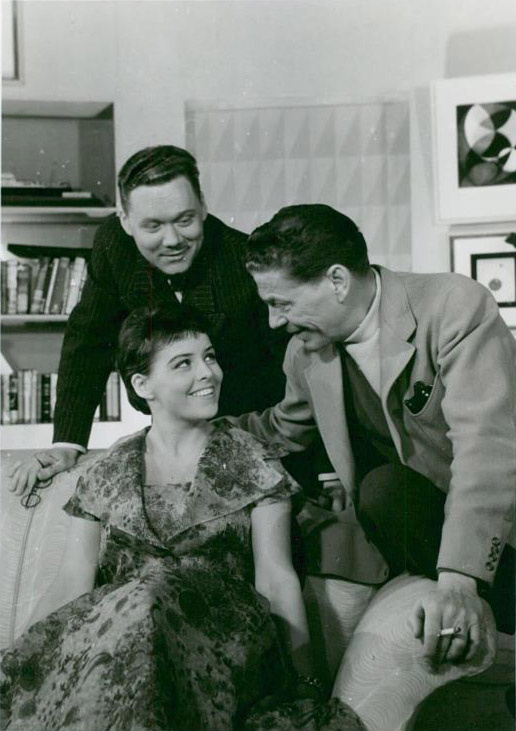
Olof Thunberg bakom Yvonne Lombard och Sture Lagerwall, i samband med Min man har komplex 1956 (Intiman, Stockholm).
Olof Thunberg porträtterad i Vecko-Journalen 1959, vid tiden för pjäsen Ägget.
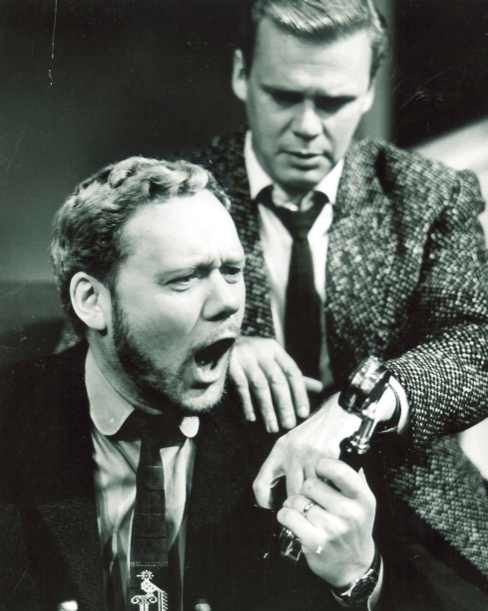
Fällan på Intiman i Malmö (Malmö stadsteater) 1960. I bakgrunden: Bengt Brunskog.
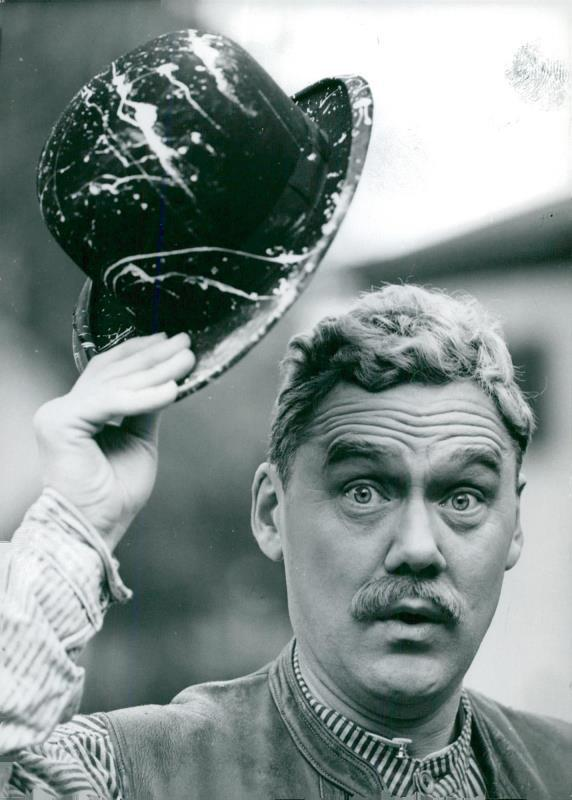
Olof Thunberg i Parkteaterns Söderkåkar 1964.
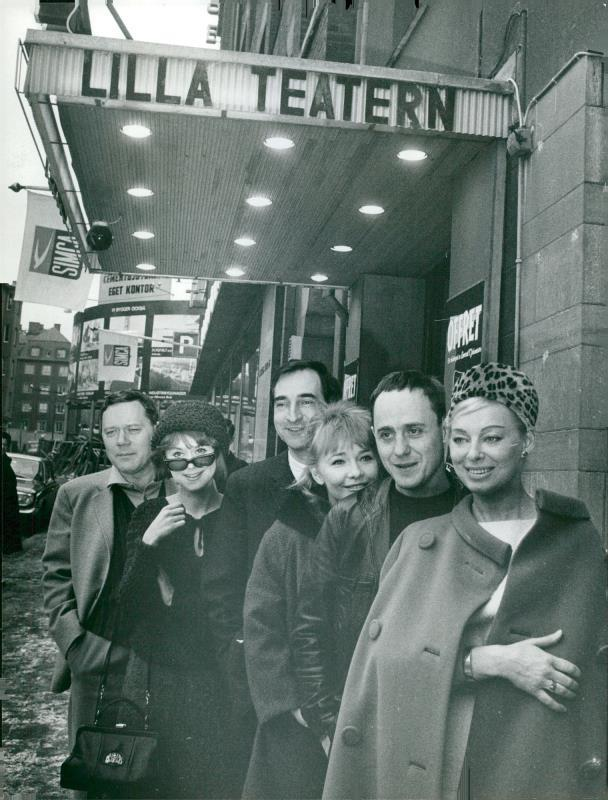
Thunberg (längst t.v.) framför entrén till Lilla Teatern i Stockholm 1965.
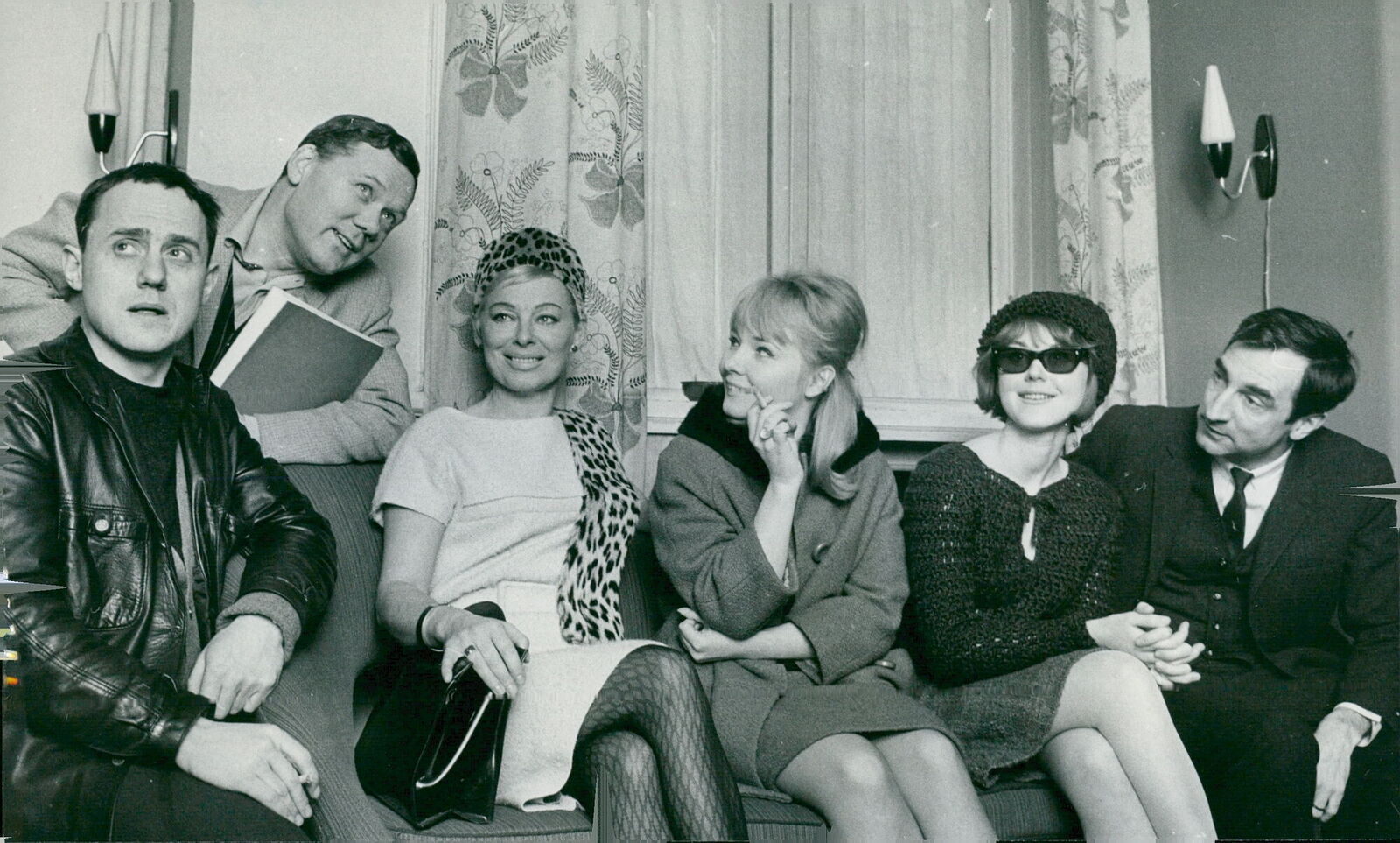
Kollationering för pjäsen O 1965 (Lilla Teatern, Stockholm). Fr.v. Håkan Serner, Olof Thunberg, Gerd Hagman, Lena Granhagen, Lena Söderblom och Nils Eklund.
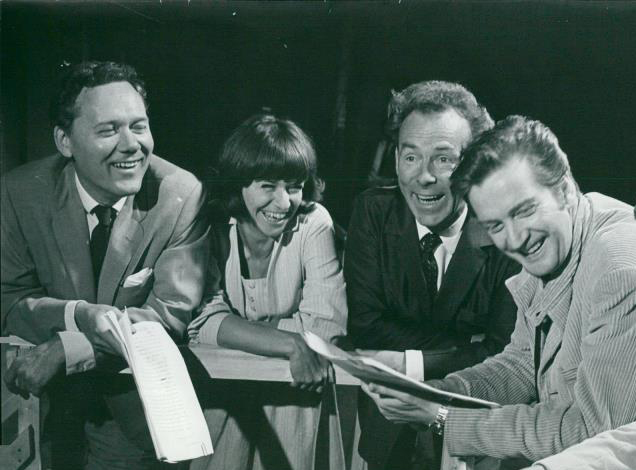
Olof Thunberg, Gun Arvidsson och Nils Poppe samt regissör Keve Hjelm inför pjäsen Kääärlek 1965 (Lilla Teatern, Stockholm).
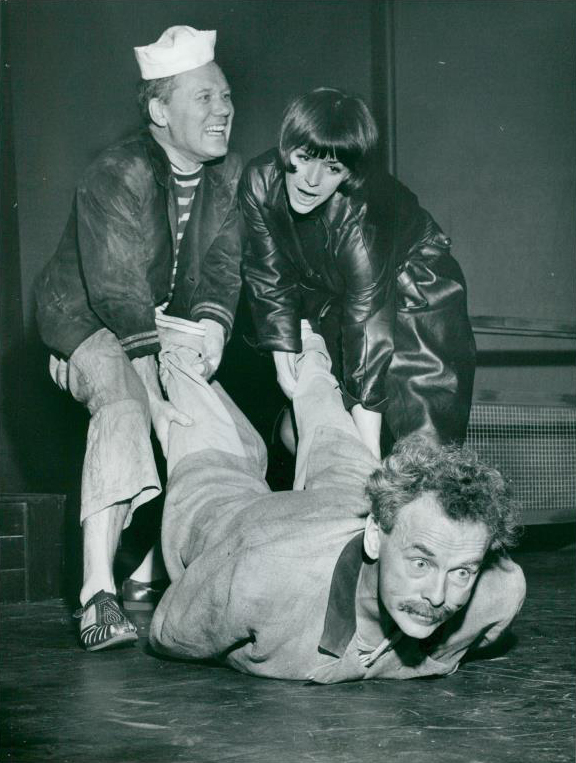
Thunberg, Arvidsson och Poppe inför premiären av Kääärlek 1965 (Lilla Teatern, Stockholm).
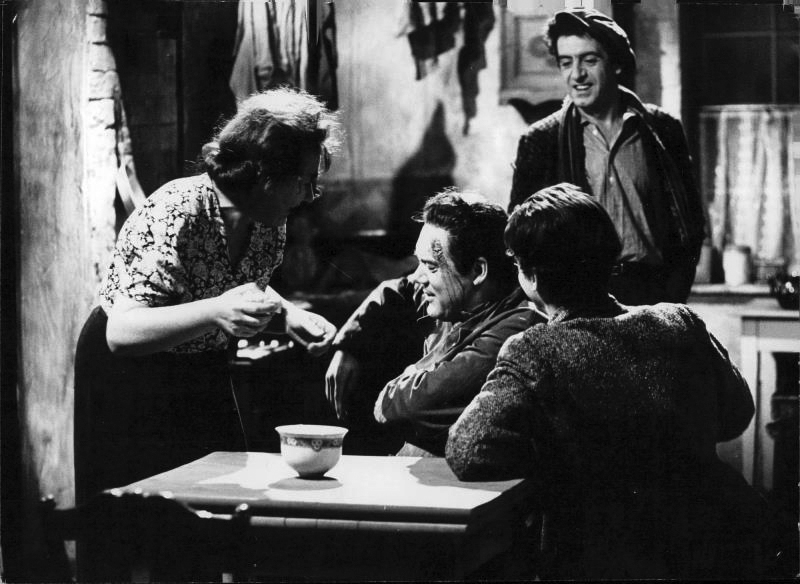
Sif Ruud, Olof Thunberg, Tor Isedal och Hans Wigren i TV-pjäsen Hönssoppa med korngryn (1968).
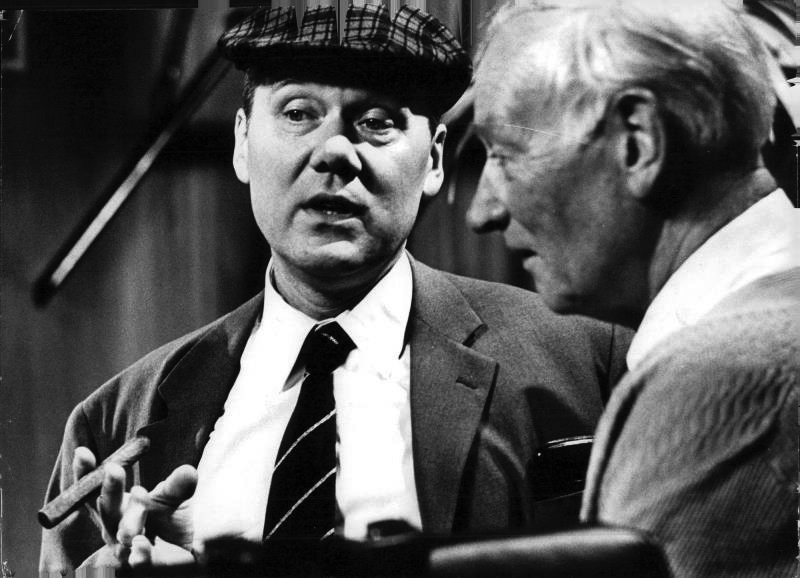
Olof Thunberg och Arthur Fischer i TV-filmen Biprodukten (1969).
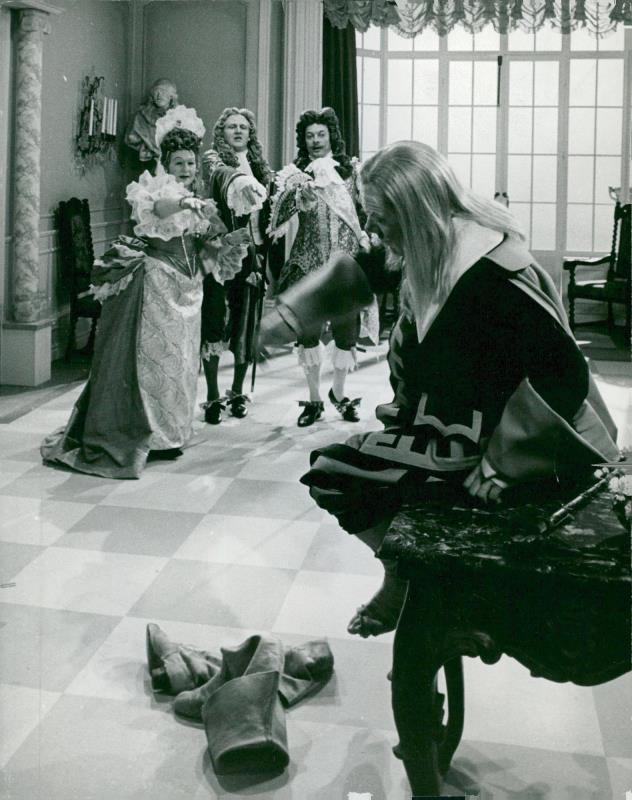
Olof Thunberg i TV-pjäsen Så går det till här i världen (1968). I bakgrunden: Sif Ruud, Björn Gustafson och Lennart Lundh.